# Mitterndorfer Senke

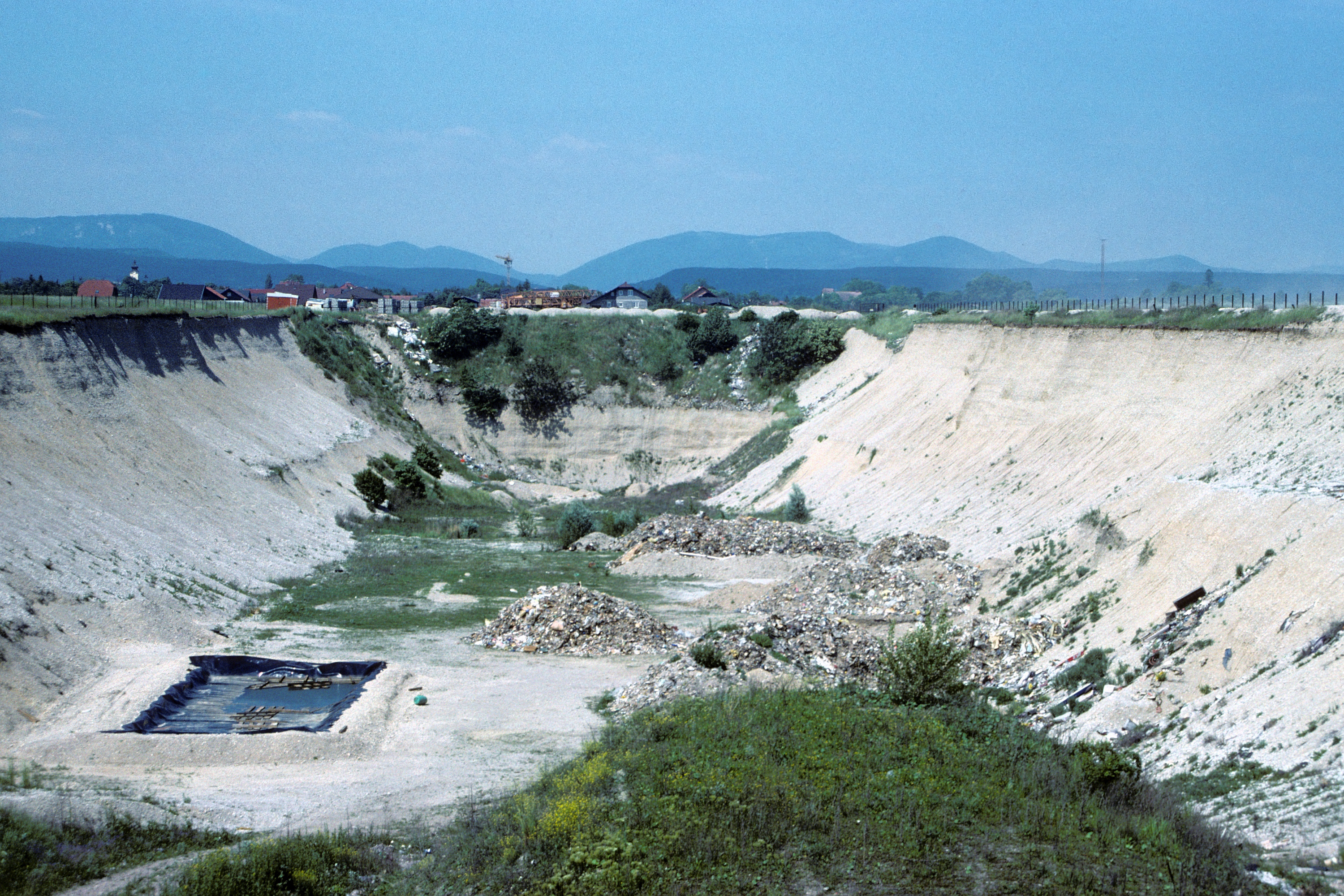
Fischer-Deponie (1989)

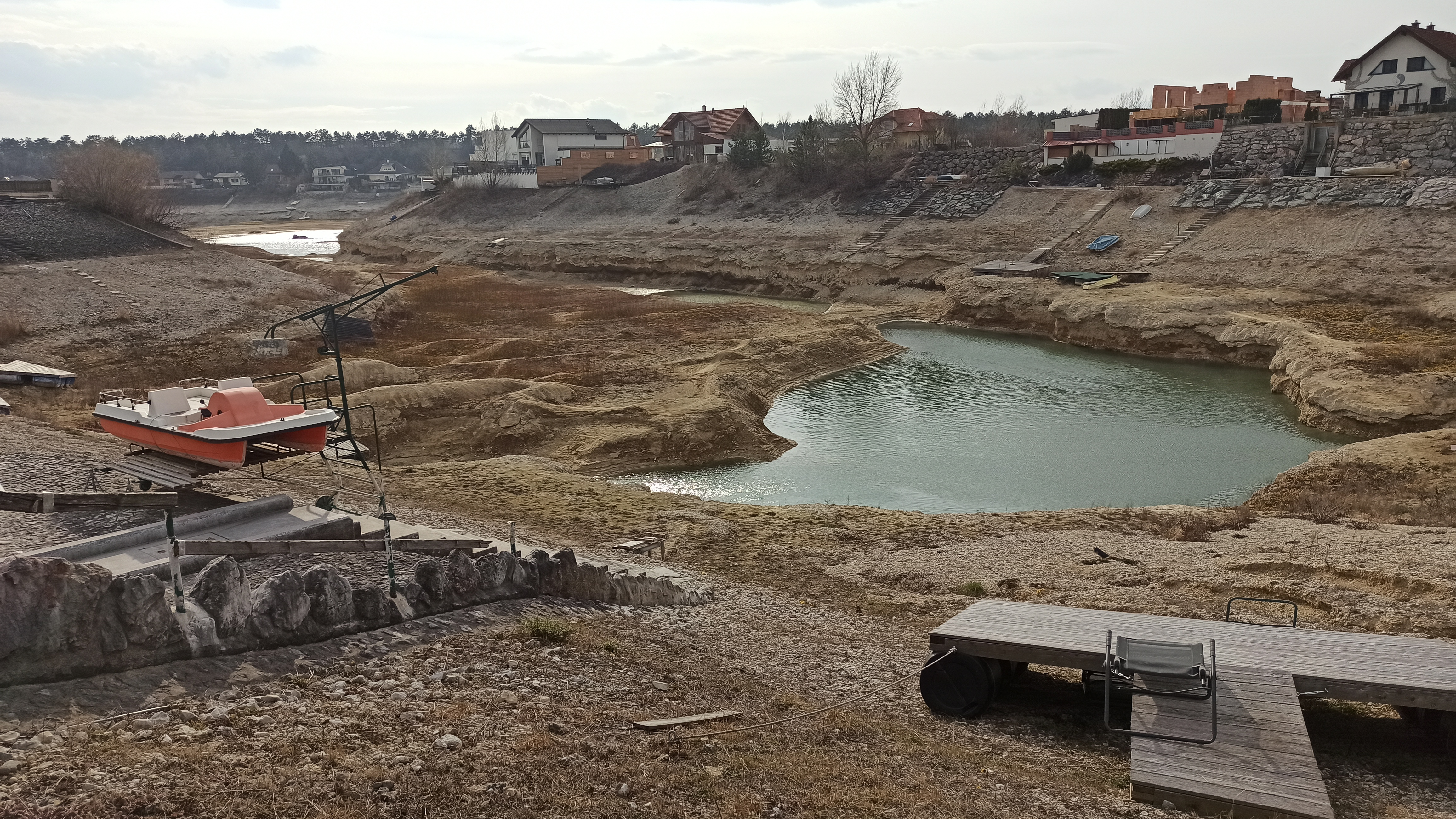
Föhrensee (2023)

Die Mitterndorfer Senke im niederösterreichischen Wiener Becken ist eines der größten Grundwasservorkommen Europas.

## Beschreibung
Sie verläuft vom Raum Neunkirchen und dem Steinfeld im Süden über Ebreichsdorf, wo sie ihre schmalste (2 km) und tiefste Stelle erreicht, und Mitterndorf bis Fischamend im Norden. Der rund 40 km lange und 8 km breite tektonische Grabenbruch wurde in der Eiszeit mit Schotter gefüllt und ist bis zu 150 m tief. Das Alter der Schotter-Ablagerungen wird auf etwa 400.000 Jahre geschätzt und ist somit jünger als das umliegende Wiener Becken. Die Wasseroberfläche liegt auf etwa 200 m ü. A. und ist somit in weiten Gebieten nahe dem Bodenniveau. Der Wasserzufluss erfolgt großteils über Schmelzwasser aus dem Schneeberggebiet.

## Wasserentnahmen
Zahlreiche Wasserversorgungsunternehmen haben hier ihre Pumpwerke. So beziehen die Wasserleitungsverbände an der Thermenlinie Wiener Neustadt, Baden, Mödling, der Triestingtaler Wasserleitungsverband oder der Wasserverband nördliches Burgenland hier ihr Trinkwasser. Auch die Stadt Wien ergänzt ihren Wasserbedarf mit der dritten Wiener Wasserleitung hier, um Verbrauchsspitzen abzudecken.

## Verordnung des Bundesministers für Land- und Forstwirtschaft
1969 wurde eine Verordnung zum Schutz des Grundwasservorkommens in der Mitterndorfer Senke erlassen.
Zu großen Problemen führen immer wieder Verunreinigungen durch ehemalige Deponien und illegalen Ablagerungen von ölkontaminiertem Erdreich, Haus- und Industriemüll. Bekanntester Fall ist die „Fischer-Deponie“, die in den 1970er und 1980er Jahren zu einer Kontamination des Grundwassers in Teilen der Mitterndorfer Senke führte.

### Fischer-Deponie
2010 wurde die Entfernung der unter dem Namen „Aluminiumschlackedeponie“ bekannt gewordenen Altlast N-06 südwestlich von Wiener Neustadt beschlossen, bei der 580.000 m³ Massen behandelt und entsorgt werden sollen. Im Juli 2013 wurde die von der Bundesaltlastensanierungsges.m.b.H (BALSA) eingebrachte Umweltverträglichkeitsprüfung formell beendet, so dass nun die auf 10 Jahre Dauer veranschlagte Sanierung beauftragt werden konnte. Mit Jahresbeginn 2017 begann ein Konsortium mehrerer Unternehmen mit der Sanierung der Deponie.